# Touça
Touça é uma povoação portuguesa sede da Freguesia de Touça do Município de Vila Nova de Foz Côa, freguesia com 9,89 km² de área e 188 habitantes (censo de 2021), tendo, por isso, uma densidade populacional de 19 hab./km².

## História
Foi vila e sede de concelho constituído por uma freguesia, até ao início do século XIX. Tinha, em 1801, 230 habitantes. Após a extinção do concelho, foi integrada no também extinto concelho de Freixo de Numão.
Na aldeia existe um forno comunitário que, até às décadas de 1960/1970, serviu para a feitura de telha para a cobertura das casas da região. Fica sito junto à sede da Junta de freguesia no lugar denominado de "Lameira".

## Demografia
A população registada nos censos foi:
| Distribuição da População por Grupos Etários | Distribuição da População por Grupos Etários | Distribuição da População por Grupos Etários | Distribuição da População por Grupos Etários | Distribuição da População por Grupos Etários |
| -------------------------------------------- | -------------------------------------------- | -------------------------------------------- | -------------------------------------------- | -------------------------------------------- |
| Ano                                          | 0-14 Anos                                    | 15-24 Anos                                   | 25-64 Anos                                   | > 65 Anos                                    |
| 2001                                         | 27                                           | 35                                           | 119                                          | 72                                           |
| 2011                                         | 18                                           | 14                                           | 118                                          | 85                                           |
| 2021                                         | 13                                           | 17                                           | 89                                           | 69                                           |

## Festas e romarias
A 13 de junho celebra-se a festa anual em honra de Santo António.

## Património
- Igreja de Touça;
- Pelourinho de Touça.